# Distretto di Noen Sa-nga
Il distretto di Noen Sa-nga (in thailandese: เนินสง่า) è un distretto (amphoe) della Thailandia, situato nella provincia di Chaiyaphum.